# Welfia
Genre
Classification phylogénétique
Welfia est un genre de plantes à fleurs de la famille des Arecaceae (Palmiers). Ce genre est natif d'Amérique centrale.

## Classification
- Sous-famille : Arecoideae
  - Tribu : Cocoseae
    - Sous-tribu : Geonomateae

Le genre Welfia partage sa sous-tribu avec 5 autres genres : Asterogyne, Calyptrogyne, Calyptronoma, Geonoma, Pholidostachys.

## Espèces
- Welfia alfredii
- Welfia georgii
- Welfia microcarpa
- Welfia regia

## Galerie

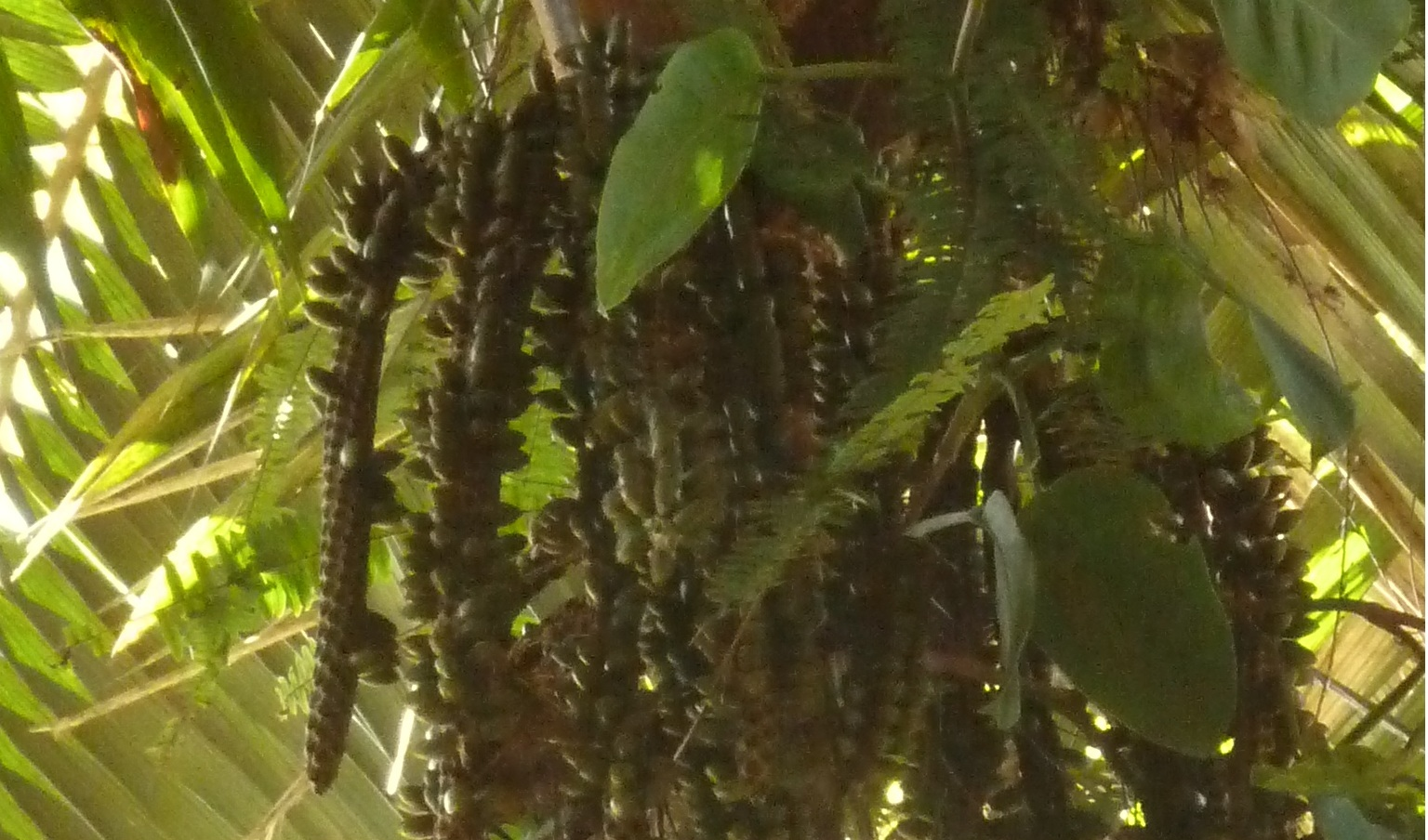
Infrutescence de Welfia regia
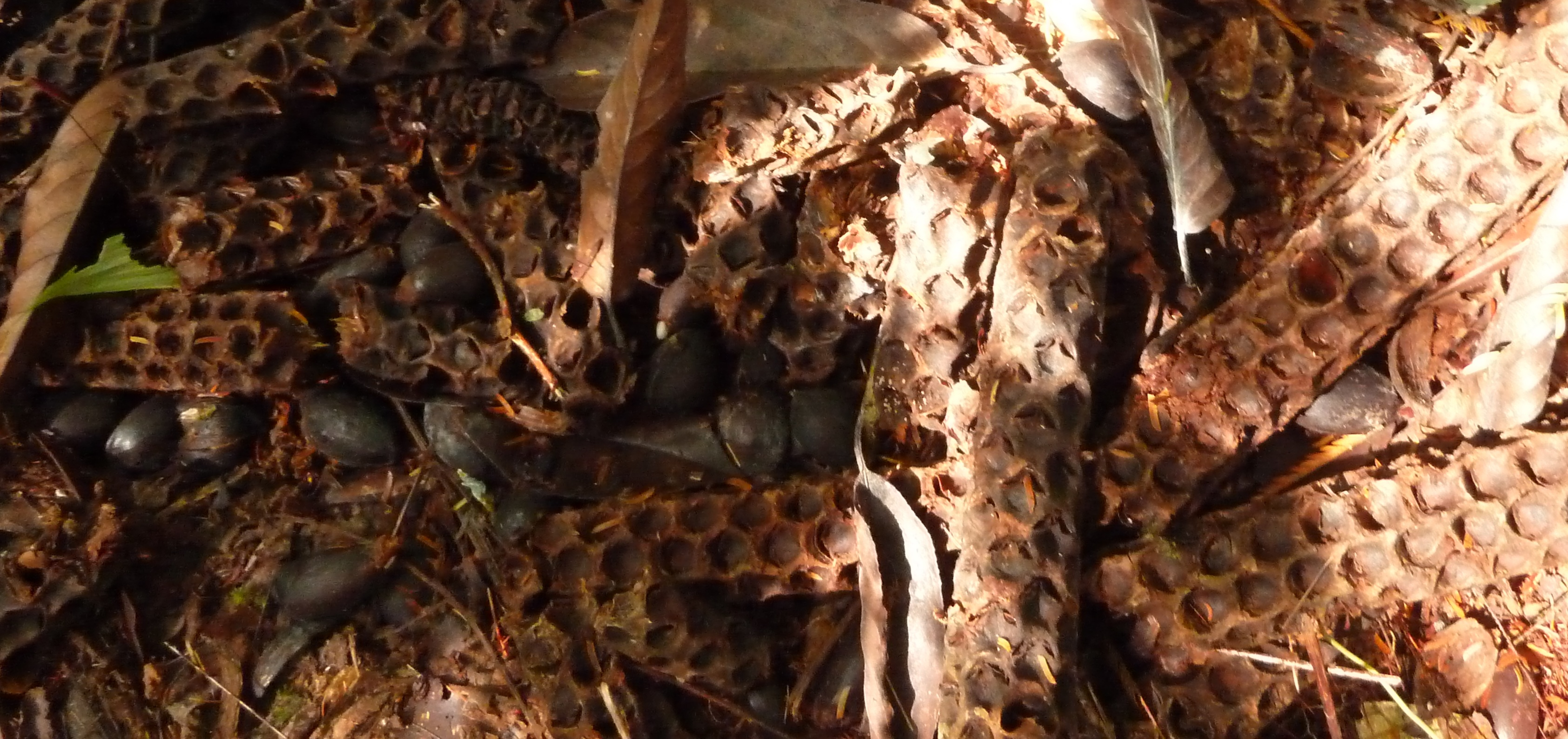
Graines au sol
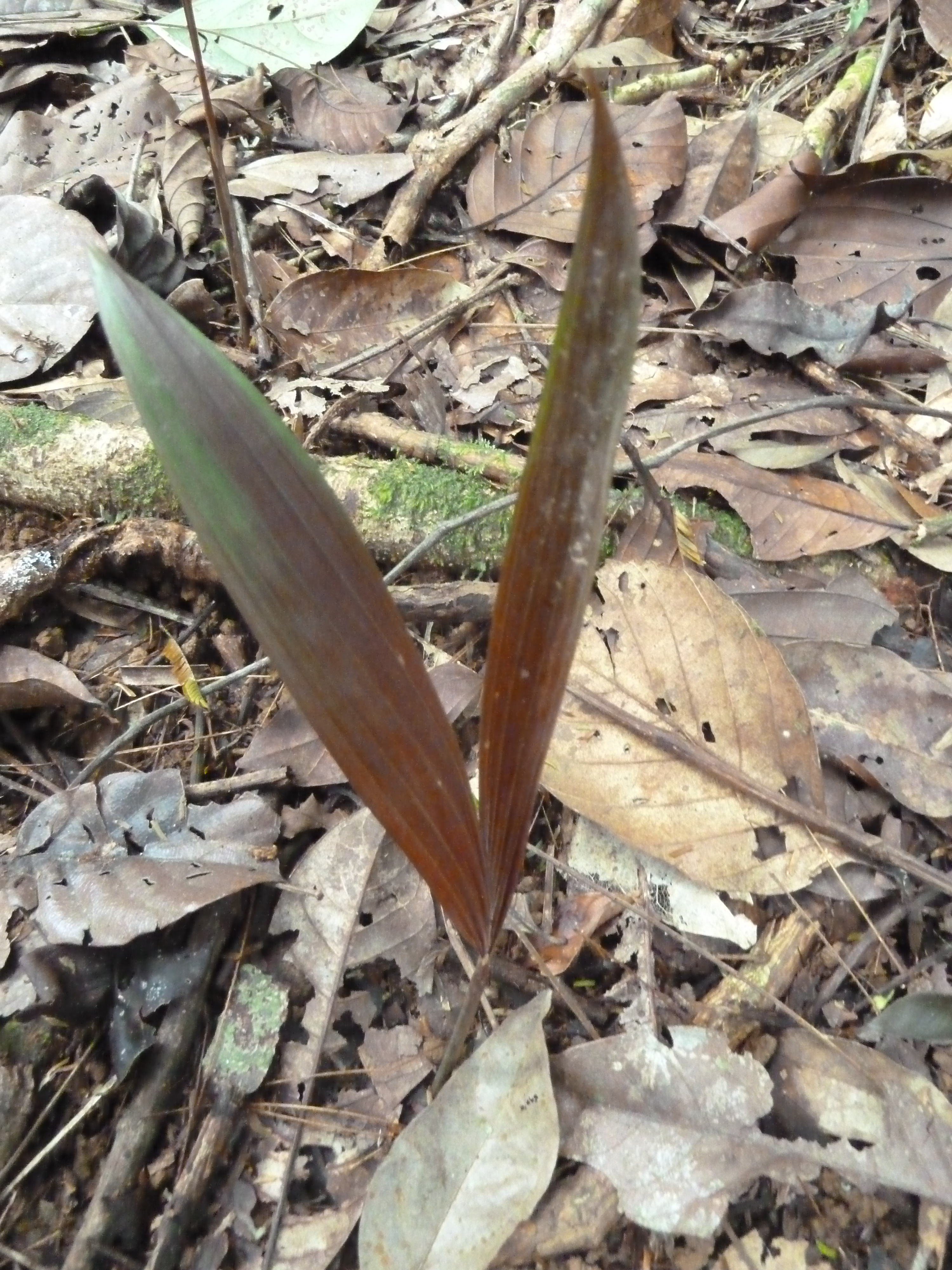
Jeune pousse
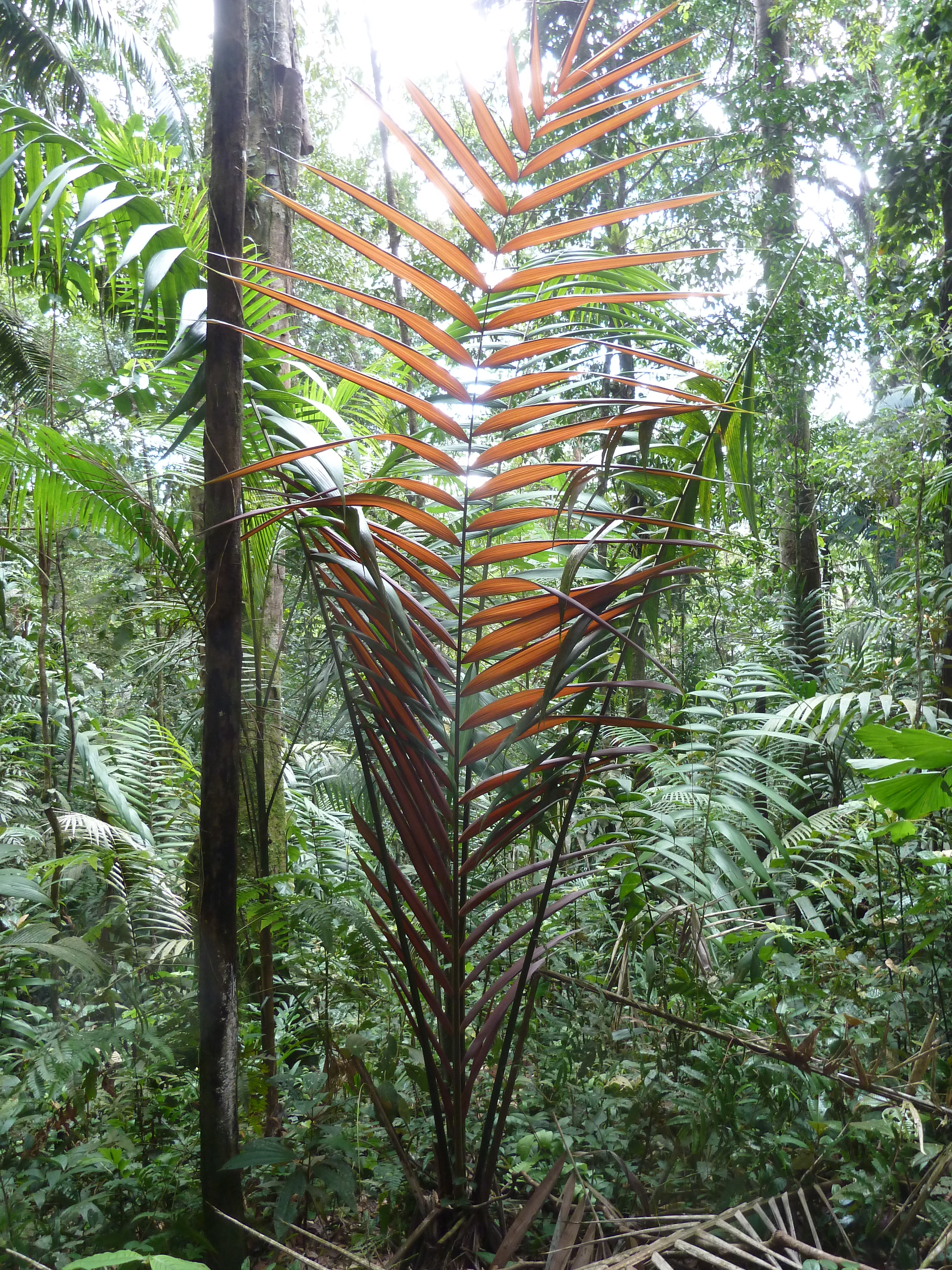
Feuille formée juvénile rouge